# Spedizioni nelle alture di Palembang
Le spedizioni nelle alture di Palembang furono una serie di interventi armati compiuti dai Paesi Bassi contro alcuni ribelli balinesi nell'area di Palembang che continuavano a persistere nella lotta contro i coloni europei anche a seguito della sconfitta dei Balinesi a nord.
La spedizione degli olandesi, concentratasi a Sumatra Meridionale, si incentrò nell'area attorno a Palembang. La resistenza venne schiacciata in una lunga campagna di otto anni.